# Plantago hispidula
Plantago hispidula är en grobladsväxtart som beskrevs av Hipólito Ruiz López och Pav.. Plantago hispidula ingår i släktet kämpar, och familjen grobladsväxter. Inga underarter finns listade i Catalogue of Life.